# Åter-Stugutjärnen (Överlännäs socken, Ångermanland, 700006-158360)
Åter-Stugutjärnen är en sjö i Sollefteå kommun i Ångermanland och ingår i Ångermanälvens huvudavrinningsområde.